# Six Jours de Milwaukee
Les Six Jours de Milwaukee sont une course cycliste de six jours disputée à Milwaukee, aux États-Unis. Neuf éditions ont lieu entre 1932 et 1942.

## Palmarès
| Année    | Vainqueur                             | Deuxième                                | Troisième                                     |
| -------- | ------------------------------------- | --------------------------------------- | --------------------------------------------- |
| 1932 (1) | Godfrey Parrott William Peden         | Albert Smessaert Xavier Van Slembroeck  | Jules Audy Maurice Declercq                   |
| 1932 (2) | Gus Rys William Peden                 | Albert Crossley Bernhard Stübecke       | Godfrey Parrott Lew Elder                     |
| 1933     | Non-disputés                          |                                         |                                               |
| 1934 (1) | Fred Ottevaire Xavier Van Slembroeck  | Bobby Thomas Reginald McNamara          | Albert Crossley Freddy Zach                   |
| 1934 (2) | Henri Lepage William Peden Jules Audy | Gustav Kilian Werner Miethe Heinz Vopel | Anthony Beckman Mike Defilippo Charles Winter |
| 1935     | Non-disputés                          |                                         |                                               |
| 1936     | Gustav Kilian Heinz Vopel             | Jimmy Walthour Albert Crossley          | Jules Audy William Peden                      |
| 1937     | Gustav Kilian Heinz Vopel             | Charles Winter Fred Ottevaire           | Jules Audy Tino Reboli                        |
| 1938     | Jimmy Walthour Albert Crossley        | Willi Korsmeier Heinz Vopel             | Cecil Yates Fred Ottevaire                    |
| 1939     | Gustav Kilian Heinz Vopel             | Jimmy Walthour Albert Crossley          | Henry O'Brien Fred Ottevaire                  |
| 1940-41  | Non-disputés                          |                                         |                                               |
| 1942     | Cecil Yates Jules Audy                | Doug Peden William Peden                | Jerry Rodman Angelo De Bacco                  |